# Robert Liddell
John ("Jock") Robert Liddell (* 13. Oktober 1908 in Tunbridge Wells; † 23. Juli 1992 in Athen) war ein englischer Schriftsteller und Literaturwissenschaftler.

## Leben
Liddell besuchte die Haileybury School bei Hertford sowie die University of Oxford. In Oxford arbeitete er auch in der Bodleian Library. Dort lernte er in den 1930er Jahren die britische Schriftstellerin Barbara Pym kennen, der er bei ihren ersten literarischen Versuchen kritisch zur Seite stand. Ihre wechselvolle Freundschaft wurde von Barbara literarisch verarbeitet; die Figur des "Dr. Nicholas Parnell" in ihrer Novelle Some Tame Gazelle ist nach ihm gezeichnet.
Anschließend ging er nach Griechenland, wo er in der britischen Botschaft in Athen arbeitete. Nach dem deutschen Überfall auf Griechenland im April 1941 floh er nach Ägypten, wo er sich den Cairo poets anschloss, einer Gruppe von englischen Literaten, die sich dort infolge der britischen Militärpräsenz in Ägypten um 1942 konstituiert hatte. Nach dem Krieg ließ er sich dauerhaft in Athen nieder, wo er auch starb.
Liddell veröffentlichte literaturwissenschaftliche Schriften – darunter Kritiken und literaturgeschichtliche Arbeiten –, Übersetzungen ins Englische sowie Romane und Novellen. Größere Bekanntheit erlangte er durch seine lebenslange Auseinandersetzung mit dem Werk von Konstantinos Kavafis, über den er eine viel gelesene Biographie schrieb, die in mehrere Sprachen übersetzt wurde (1974, mehrere Auflagen).
Ein Kritiker schrieb über ihn in den siebziger Jahren:

„Liddell, who lives in Greece for thirty years has been learning to know that country with increased intimacy, nothing Greek is alien to him: he is as much at home with the poets of Modern Greece as with Homer, in prehistoric Thebes as with the nomad shepherds of today.“

## Veröffentlichungen

### Fiktion
- The Last Enchantments, New York: Appleton-Century-Crofts 1949.
- Unreal City, London: Cape 1952.
- The Deep End, London: Longmans 1968.
- Stepsons, London: Longmans 1969.
- Elizabeth & Ivy, London: Peter Owen 1986.
- The Aunts, London: Peter Owen 1987.
- Kind Relations, London: Peter Owen 1994.
- The Rivers of Babylon, London: Peter Owen 1995.

### Non-Fiktion
- A Treatise on the Novel, London: Cape 1947.
- Some Principles Of Fiction, London: Cape 1953.
- Aegean Greece, London: Cape 1954.
  - Landschaft Apolls. Fahrten durch die ägäische Welt, Zürich-Stuttgart: Fretz & Wasmuth 1957.
- The Novels of I Compton-Burnett, London: Gollancz 1955.
- Byzantium and Istanbul, London: Cape 1956.
  - Die Stadt am Bosporus, Zürich-Stuttgart: Fretz & Wasmuth 1959.
- The Morea, London: Cape 1958.
- The Novels of Jane Austen, London: Longmans 1963.
- Mainland Greece, London: Longmans 1965.
- Cavafy, London: Duckworth 1974. Taschenbuch: London: Duckworth 2002, ISBN 0-715-63208-6
- The Novels of George Eliot, London: Duckworth 1977.
- A Mind at ease. Barbara Pym and her novels, London: Peter Owen 1989.
- Twin Spirits. The Novels of Emily and Anne Brontë, London: Peter Owen 1990.